# David Baltimore

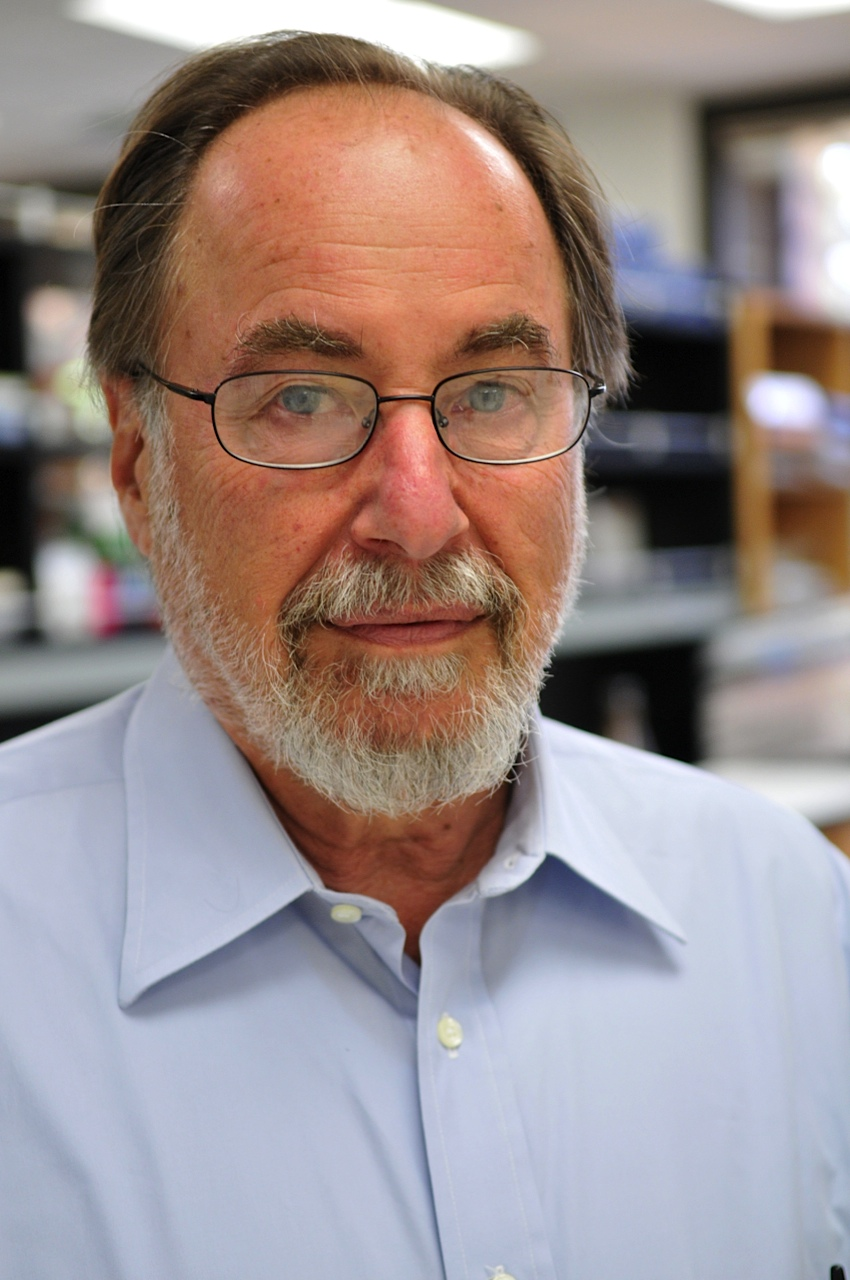
David Baltimore (2013)

David Baltimore (* 7. März 1938 in New York, USA) ist ein US-amerikanischer Mikrobiologe und Virologe. Er ist einer der Wegbereiter der Gentechnik und arbeitet am California Institute of Technology (Caltech). 1975 erhielt er zusammen mit Renato Dulbecco und Howard M. Temin den Nobelpreis für Physiologie oder Medizin „für ihre Entdeckungen auf dem Gebiet der Wechselwirkungen zwischen Tumorviren und dem genetischen Material der Wirtszelle“.

## Leben
Baltimore besuchte die High School in Great Neck, New York. Er studierte Biologie am Swarthmore College (Bachelor 1960), war 1960/61 am Massachusetts Institute of Technology (MIT) und danach an der Rockefeller University, wo er 1963 promovierte. Als Post-Doc war er am MIT, dem Albert Einstein College of Medicine in der Bronx und dem Salk Institute (bei Renato Dulbecco). Ab 1968 war er als Associate Professor am MIT, wo er 1972 Professor wurde. 1982 war er dort Gründungsdirektor des Whitehead Institute, an dem er bis 1990 blieb, als er Präsident der Rockefeller University wurde.
1991 wurde er im Verlauf von Fälschungsvorwürfen (die später nicht erhärtet werden konnten) um eine Professorin des MIT (Thereza Imanishi-Kari), die er in der Affäre stark unterstützte und mit der er auch am MIT gemeinsam veröffentlichte, zum Rücktritt als Präsident gezwungen. Er blieb zunächst Professor, wechselte aber 1994 wieder zum MIT. 1997 wurde er Präsident des Caltech, ein Amt, das er bis 2005 innehatte. Er ist zurzeit Professor an einem nach ihm benannten Labor am Caltech.
David Baltimore ist seit 1968 mit Alice S. Huang verheiratet, einer Biologin, die ebenfalls auf Virologie spezialisiert ist. Das Paar hat eine Tochter.

## Werk
Baltimore entdeckte unabhängig von Temin das Enzym Reverse Transkriptase, das die Ribonukleinsäure (RNA) in Desoxyribonukleinsäure (DNA) umschreibt. RNA und DNA spielen eine wichtige Rolle in der Synthese von Proteinen und der Weitergabe des Erbguts. Die reverse Transkriptase ist für die Vermehrung von sogenannten Retroviren wie dem Aidsvirus essentiell und spielt eine wichtige Rolle in der Gentechnik.
1981 baute er mit seinem Mitarbeiter Vincent Racaniello das Genom des Poliovirus über einen Plasmid in eine Säugerzelle ein, so dass sich dort das Virus vermehrte.
Auf David Baltimore geht die „Baltimore-Klassifikation“ von Viren zurück.
Baltimore, Alejandro Balasz und andere gehörten 2012 zu einem Team, das eine neue Impfstrategie gegen Aids entwickelte unter Verwendung von Methoden der Gentherapie (Vector Immuno Prophylaxis, IVP). Der Impfstoff umgeht die Produktion von Antikörpern durch das körpereigene Immunsystem (das durch das HI-Virus angegriffen wird), die Gene für die gewünschten Antikörper werden direkt in Zellen des Körpers eingebaut. Baltimore testete das Prinzip, in dem er Gene für die Antikörper b12, VRC01 gegen Aids in Muskelzellen von Mäusen einbaute, was diese wirksam gegen Aids schützte.
Die Furin-Spalte des SARS-CoV-2 betrachtete Baltimore als Indiz einer menschengemachten Labor-Mutation – eine Interpretation, die andere Fachleute wie Kristian Andersen umgehend widerlegten.
1975 gehörte er zu den Organisatoren der Asilomar Conference on Recombinant DNA, eine internationale wissenschaftliche Tagung, um über die potenziellen biologischen Gefahren der Gentechnik und über deren Regulierung zu diskutieren.

## Ehrungen, Preise und Mitgliedschaften (Auswahl)
- 1970: Gustav Stern Award in Virologie[5]
- 1971: Eli Lilly and Company Research Award
- 1974: Gairdner Foundation International Award
- 1974: National Academy of Sciences Award in Molecular Biology
- 1974: Aufnahme in die American Academy of Arts and Sciences
- 1974: Aufnahme in die National Academy of Sciences
- 1975: Nobelpreis für Physiologie oder Medizin
- 1990: AAI Behring-Heidelberg Award[5]
- 1997: Mitglied der American Philosophical Society[6]
- 1999: National Medal of Science
- 1999: Auswärtiges Mitglied der Academia Europaea
- 2000: Warren Alpert Foundation Prize
- 2004: Ehrendoktor der Rockefeller University
- 2009: AAI Excellence in Mentoring Award[5]
- 2021: Lasker~Koshland Special Achievement Award in Medical Science